# Geležiai
Geležiai is een plaats in het Litouwse district Panevėžys. De plaats telt 386 inwoners (2001).